# Японський меч

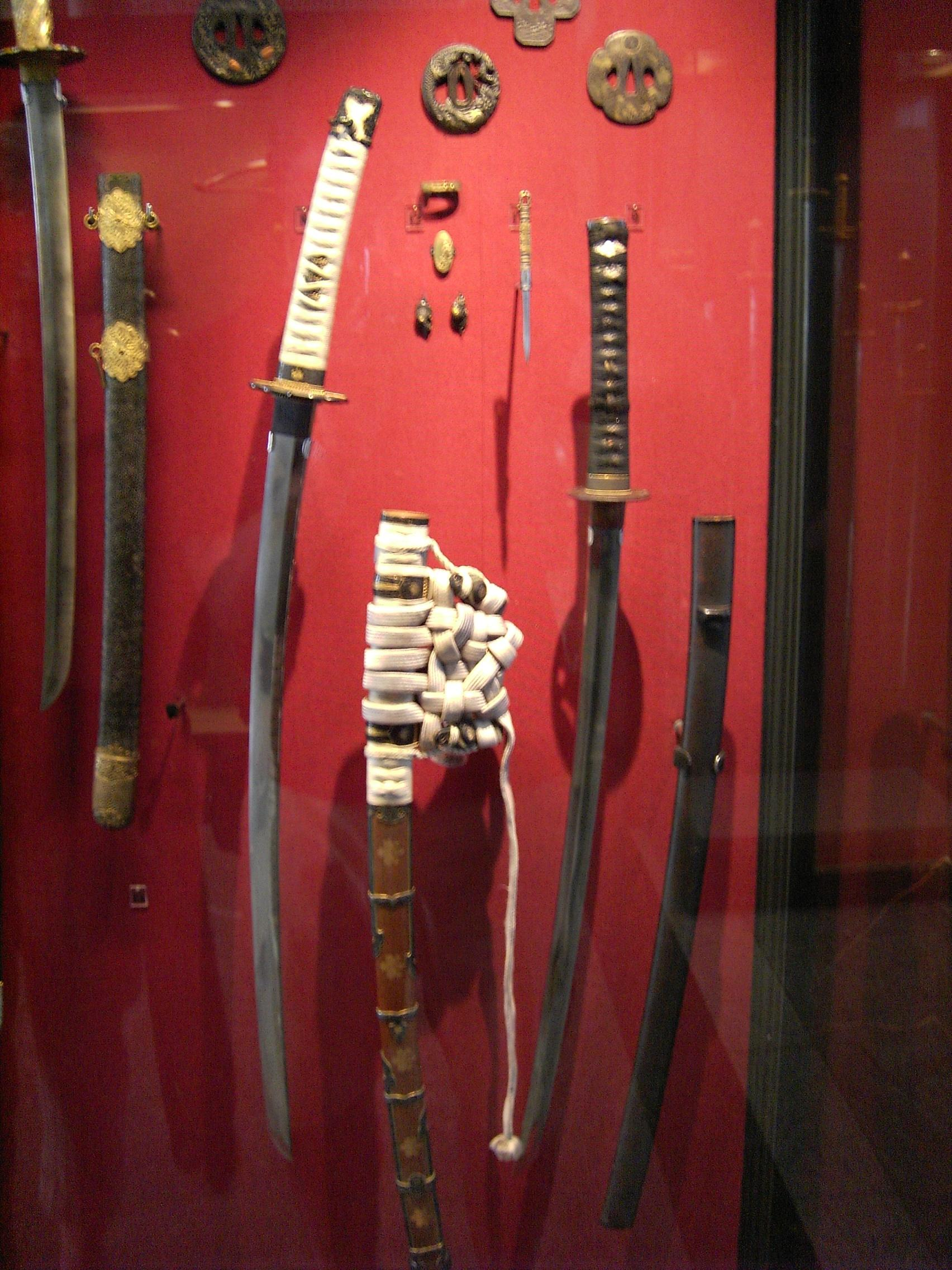

Японський меч (яп. 日本刀, にほんとう, ніхон-то) — різновид мечів, які виготовлялися і використовувалися переважно на Японському архіпелазі у 7 — 20 століттях.

## Термінологія
Для іменування меча в Японії використовується декілька термінів:
- кен (剣) — прямий одногострий меч континентального походження або створений на основі китайських зразків.
- то (刀) — вигнутий одногострий меч японського автохтонного походження.

## Філософія
Японська філософія меча значно відрізняється від зазвичай прийнятої у світі концепції «меч, що вбиває» (сацудзін-кен). З часом в Японії сформувалась концепція «меч, що дарує життя» (кацудзін-кен), а потім і ще більш глибока «меч неперебуваючого розуму» (му-дзюсін-кен). Дві останні концепції тісно пов'язані з практикою дзен-буддизму[джерело?] . Тобто меч вже розглядається не тільки, як утилітарний предмет, а як засіб розвитку і удосконалення особистості[джерело?] .
Вважається, що японський меч був одним з факторів формування японського етикету, який вирізняється підкресленою ввічливістю і стриманістю [джерело?].

## Історія
Перші залізні мечі, що з'явились на території сучасної Японії були завезеними з Китаю і мали прямий двосічний клинок. В Китаї вони мали назву цзянь, а в Японії отримали назви цуругі або кен. Обидві назви є вимовою одного і того ж ієрогліфа (яп. 剣). Також згадується тьокуто, як перший зі зразків вигнутого меча.
В III — IV століттях на рівні з китайськими зразками мають вжиток і вигнуті корейські мечі.
Мечі вже не тільки завозились, але і виготовлялись на Японських островах заїжджими майстрами з Китаю і Кореї. Разом з тим почали працювати і перші японські ковалі-мечники, що в основному імітують китайські і корейські роботи.
Далі, під подальшим впливом Китаю, Кореї та «варварської», або «північної» частини Японії, з'явився меч, що мав назву кофунто. Він був також прямим, але мав одногостре лезо. Кофунто був близький по типу до європейського палаша. Поширення цього виду меча припало на V — VII століття. Мечів цього періоду збереглось дуже мало.
З кінця VII століття японські майстри-ковалі почали складати гідну конкуренцію материковим колегам і поступово їх продукція стала найбільш вживаною і навіть почала експортуватись в зворотному напрямку. Попит на мечі дедалі зростає. В цей час з'явився меч, що має назву варабітето. Основними осередками виготовлення сталевих мечів тоді були: Осю, Дзьосин і Кінаі.
Протягом періоду Нара і періоду Хейан (VIII — XII століття) формування традиційного японського меча під загальною назвою ніхонто, тобто японський меч, було завершене.
Однак аж до періоду Камакура старіші різновиди мечів все ще використовувались.
В цей же час проходить формування прошарку самураїв і той факт, що останні здебільше були кіннотниками призводить до появи мечів з великим вигнутим одногострим лезом та сильно вигнутою рукояткою на два хвати, що мають назву таті. Ці мечі носились подібно шаблям лезом до низу. Меч став повсякденною зброєю і носиться постійно. Період Камакура вважається також періодом найбільшого розвитку металургії в стародавній Японії, що позначилось на якості мечів того часу.
Після подвійного вторгнення монгольських орд Кублай-хана (Хубілая), в період Намбоку-тьо (1333—1392) з'являються важкі мечі, що мають широкі і довгі клинки. В середньому розмір меча в той час мав 1,5 метра, а окремі екземпляри цього періоду сягають більш ніж 2 метрів. Такі мечі використовувались в масштабних сутичках і мали назву нотаті («польовий таті») або ното («польовий меч»). В цей час для боротьби з кіннотою широко використовується також нагіната — симбіоз списа і меча.
У пізніші періоди тотальних війн якість мечів, що виготовляються, поступово відступає на другий план, віддаючи перевагу кількості.
Наприкінці періоду Едо на певний час відновлюються традиції виготовлення якісних мечів. Але уже в кінці цього періоду якість сталі знов знижується. Перевага почала віддаватись багатому зовнішньому вигляду. Навіть клинки вкриваються орнаментами і різними зображеннями.
У період Мейдзі заборона носити мечі національним декретом негативно впливає на попит. Багато ковалів міняють спеціалізацію на мирнішу. В той же час більш відкрита зовнішня політика дозволяє розпочати значний експорт мечів до США і Франції.
На початку періоду Сьова знов робиться спроба відновити виготовлення традиційних мечів і вже до Другої Світової Війни налічується близько 100 ковалів, що працюють в цьому напрямку.
В наші часи більшість мечів, що виготовляються є парадною зброєю офіцерів армії, флоту та поліції. При їх виготовлені застосовують сучасні промислові методи, які майже не мають відношення до традиційних технологій. Однак в зв'язку з поширенням японських бойових мистецтв в сучасному світі і зараз є спеціалісти високого профілю, що наслідують старих майстрів-мечників.
Загалом до періоду Мейдзі існувало близько 13 тисяч професійних майстрів-мечників.
До Другої Світової Війни існувало близько 1,5 мільйонів зразків, близько 200 тисяч з яких були виготовлені після революції Мейдзі. У наш час[коли?] в Японії знаходиться близько 100 тисяч одиниць цієї зброї. В США знаходиться близько 300 тисяч одиниць, більшість з яких відносяться до армійських зразків Другої Світової Війни.

## Класифікація
Японські мечі класифікують за періодом виготовлення.
- Старі мечі (古刀, кото) — мечі, виготовлені у 700–1595 роках, до періоду Едо. Включають у себе окрему групу:

- Ранні старі мечі (初古刀, сьо-кото) — мечі, виготовлені у 1500–1595 роках. [джерело?]

- Нові мечі (新刀, сінто) — мечі, виготовлені у 1596–1790 роках, в період Едо. Включають у себе окремі групи:

- Нові мечі років Кейтьо (慶長新刀, кейтьо-сінто) — мечі, виготовлені у 1596–1615 роках, в епоху Кейтьо періоду Едо;
- Нові мечі років Канбун (寛文新刀, канбун-сінто) — мечі, виготовлені у 1661–1673 роках, в епоху Канбун періоду Едо;

- Новітні мечі (新新刀, сінсінто) — мечі, виготовлені у 1790–1876 роках, в періоди Едо і Мейдзі. Включають у себе окрему групу:

- Мечі кінця періоду Едо (幕末刀, бакумацуто) — мечі, виготовлені у 1853–1868 роках, наприкінці періоду Едо;

- Сучасні мечі (現代刀, ґендайто) — мечі, виготовлені після 1876 року. Включають у себе окремі групи:

- Мечі періоду Мейдзі (明治刀, мейдзіто) — мечі, виготовлені у 1868–1912 роках, у період Мейдзі;
- Мечі періоду Тайсьо (大正刀, тайсьото) — мечі, виготовлені у 1912–1925 роках, у період Тайсьо;
- Мечі нового стандарту (新尺刀, сінсякуто) — мечі, виготовлені після 1955 року, після прийняття усталеного розміру сяку, японської одиниці довжини.

До групи сучасних мечів відносять також військові мечі (軍刀, ґунто) — мечі, виготовлені у 1876–1945 роках, в часи існування Японської імперії:
- Старі військові мечі (旧軍刀, кю-ґунто) — мечі, виготовлені у період Мейдзі, переважно у стилі європейських шабель чи палашів;
- Нові військові мечі (新軍刀, сін-ґунто) — мечі, виготовлені у період Тайсьо і Сьова. Використовувалися офіцерами Імперської армії і флоту Японії під час Другої світової війни.

## Ковальські школи
Найвидатніші японські ковалі-мечники жили між 900 і 1450 роками. Вони здебільшого групувались в окремих географічних центрах, що мали достатні передумови для виготовлення значної кількості мечів. Найбільш відомими є п'ять шкіл того періоду і в кожної були свої унікальні традиції.
Школи:
- Бізен ден — школа провінції Бізен. Центром виготовлення мечів визнається село Осафуне. Основні гілки цієї школи: Фукуока, Йосіока, Осафуне, Йосіі, Омія.
- Ямасіро ден — школа провінції Ямасіро. Основні гілки цієї школи: Сандзьо, Ауатагуті, Раі, Аякодзі, Нобукуні, Хасебе, Хеяндзьо.
- Ямато ден — школа провінції Ямато. Спочатку центром була столиця провінції місто Нара. Після 794 р.н. е. багато представників цієї школи перебрались до нової столиці — Кіото. Близько 1200 р.н. е. майстри-мечники знов повертаються до Нара, бо там знов виникає великий попит на їх продукцію серед посиливших свій вплив релігійних течій. Основні гілки цієї школи: Тома, Тегаі, Хосо, Сірікаге, Сендзу-ін. Назви походять від назв храмів, при яких працювали майстри.
- Сосу ден (Сагамі ден) — школа провінції Сосу (Сагамі). Центром було місто Камакура. Основні гілки цієї школи: Ямасіро (складався з майстрів, що переїхали з провінції Ямасіро), Бізен (складався з майстрів, що переїхали з провінції Бізен), Сосу.
- Міно ден (Секі ден) — центром цієї школи було місто Секі. Вважається, що школа заснована учнями Масацуне з Сосу. Ранні зразки цієї школи сильно нагадують мечі школи Сосу. Пізніші зразки мають невелику якість. Основні гілки цієї школи: Канеудзі, Канесіге.

## Видатні майстри
Амакуні (близько 700 р.н.е) — згідно з легендою «Переказ про коваля Амакуні» перший меч, що мав традиційний вигляд був викований саме цим майстром;
Ясуцуне з Хокі (близько 900 р.н. е.) — цьому майстрові приписують найдавніші зразки 'ніхонто' що збереглись на сьогодні;
Мунечіка (близько 987 р.н. е.) — засновник школи Ямасіро.
Томонарі (близько 1100 р.н. е.) — вважається засновником школи Бізен;
Канехіра, Сукехіра, Нобуфуса, Такехіра і Масацуне — ці майстри були послідовниками Томонарі і відомі, як рання школа Бізен (Ко-Бізен);
Нагаміцу, Кагеміцу (XIV століття) — відносяться до пізньої школи Бізен;
Санеморі, Аріцуна, Нітідзо з Хоки, Моріцуру з Біцу, Дзьосю (Садахіде) з Бунго, Юкіясу з Сацума — відомі майстри періоду Хейан;
Суйсінсі Масахіде (близько 1860 р.н. е.) — в свій час відродив традиції древніших майстрів;
Міягуті Цунетосі — один з видатних майстрів-мечників сучасності.

## Конструкція

### Клинок

Клинок катани

- 1. Кіссакі — вістря;
- 2. Фукура — ріжуча поверхня вістря;
- 3. Босі — лінія загартування вістря;
- 4. Ко-сіногі — ребро леза на вістрі;
- 5. Йокоте — розділяюча лінія вістря;
- 6. Моноуті — б'юча поверхня;
- 7. Ха — ріжучий край;
- 8. Які-ха — загартована частина клинка з вкрапленнями кристалів (Ніе великі і Ніоі — маленькі кристали);
- 9. Хамон — лінія загартування;
- 10. Муне — тупий кінець клинка;
- 11. Хада — малюнки, що з'явились під час вальцювання;
- 12. Сіногі-дзі — поверхня ребра клинка;
- 13. Дзі-ада — лезо;
- 14. Сіногі — ребро клинка;
- 15. Нагадза — довжина клинка;
- 16. Сорі — прогин клинка;
- 17. Муне-масі — край тупого кінця клинка;
- 18. Ха-масі — край ріжучої частини;
- 19. Хабакі — металева фіксуюча муфта;
- 20. Мекугі-ана — отвір для штиря;
- 21. Накаго — хвостовик;
- 22. Ясурі-ме — насічка на хвостовику;
- 23. Меі — місце написів на хвостовику (ім'я майстра, рік виготовлення і т.і.);
- 24. Накаго-дзірі — край хвостовика.

### Цуба

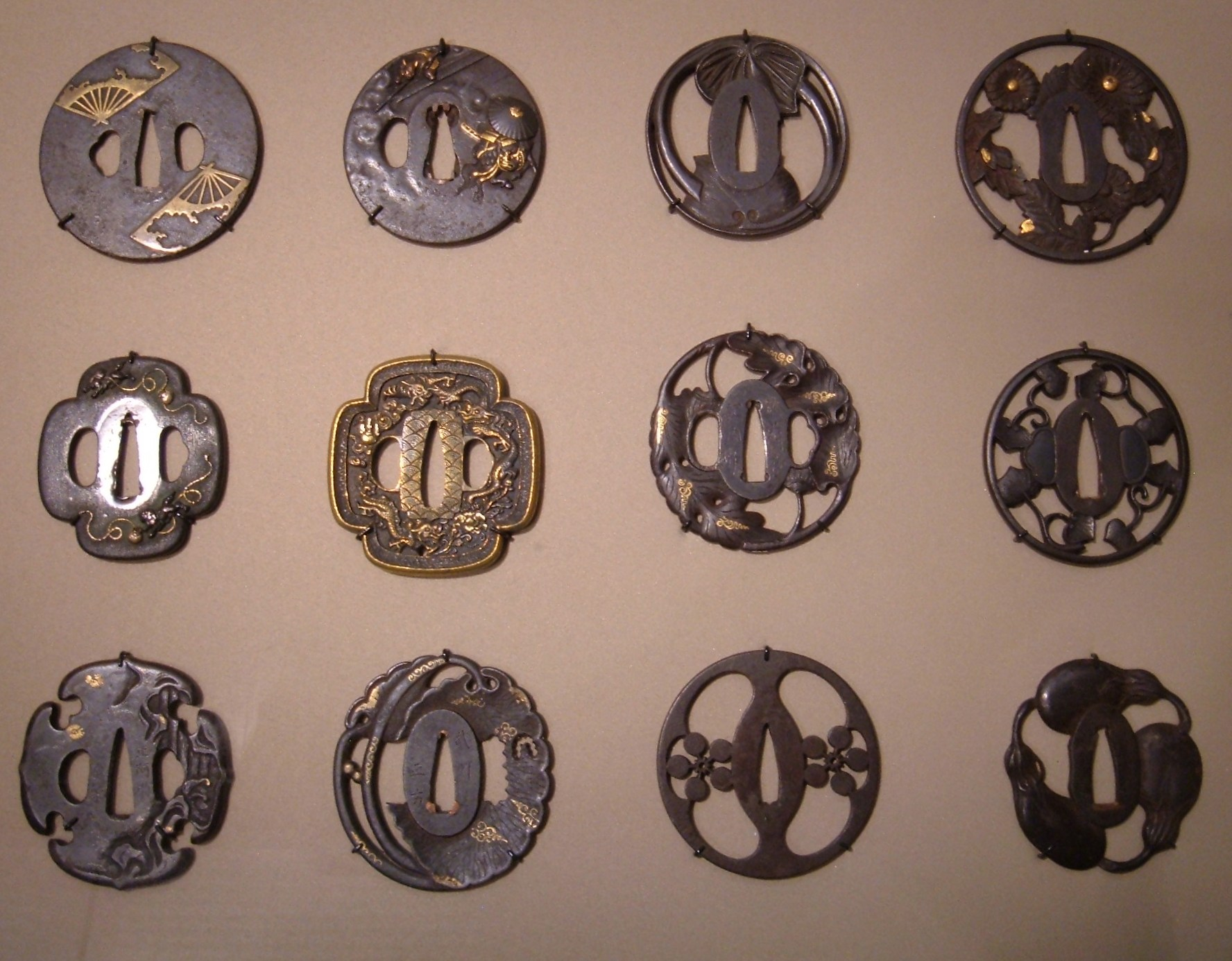
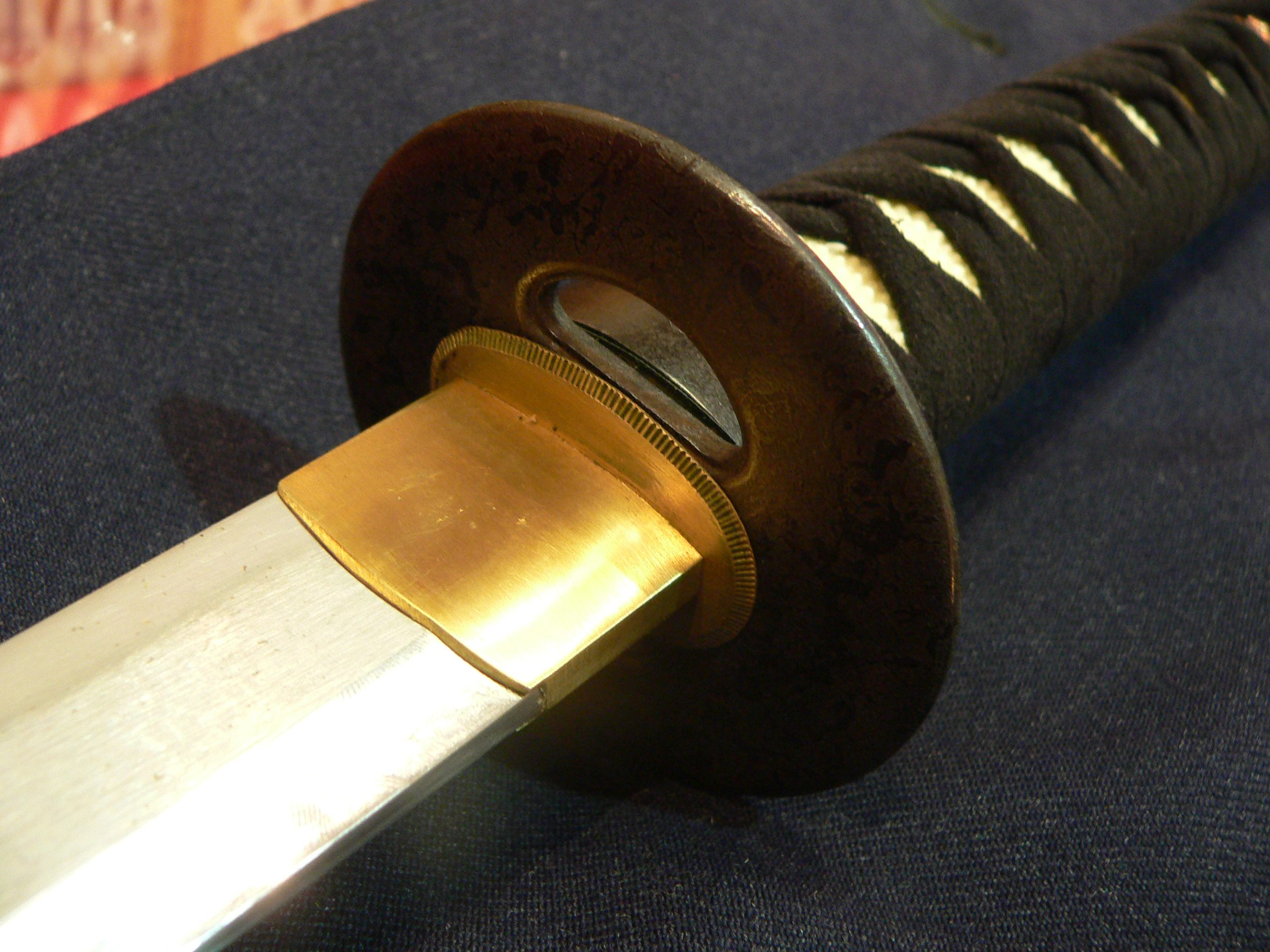
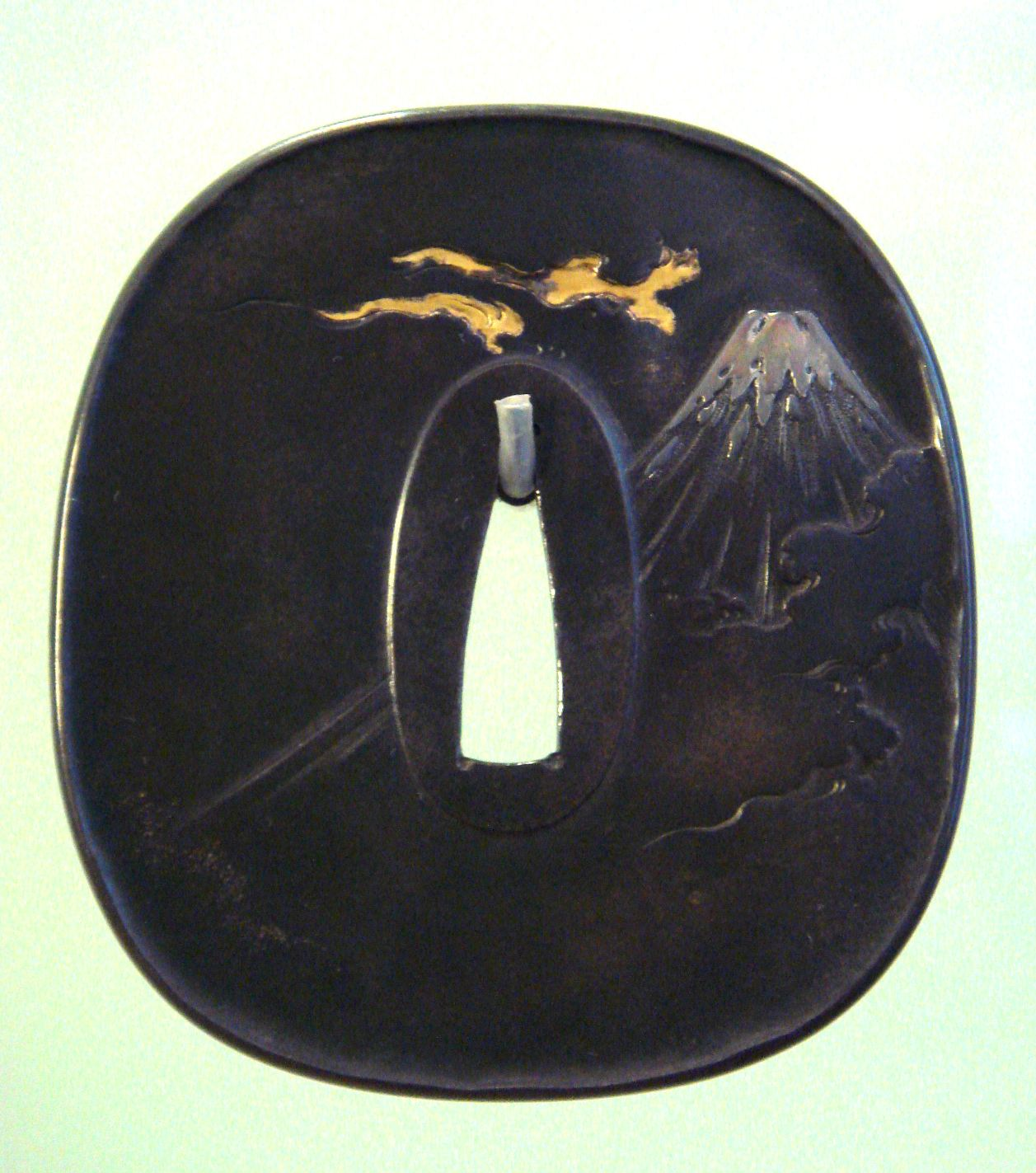
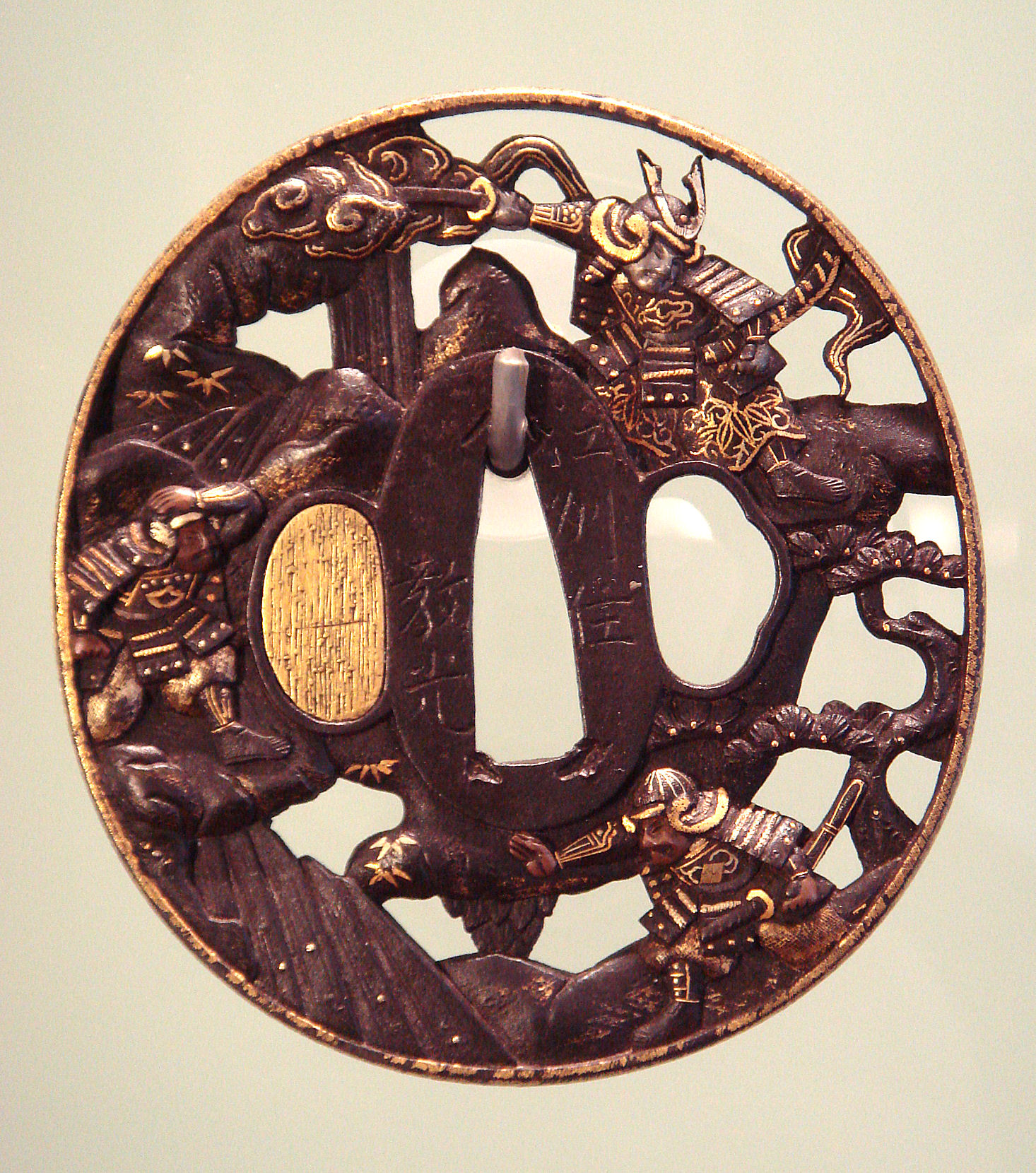

## Технологія виготовлення

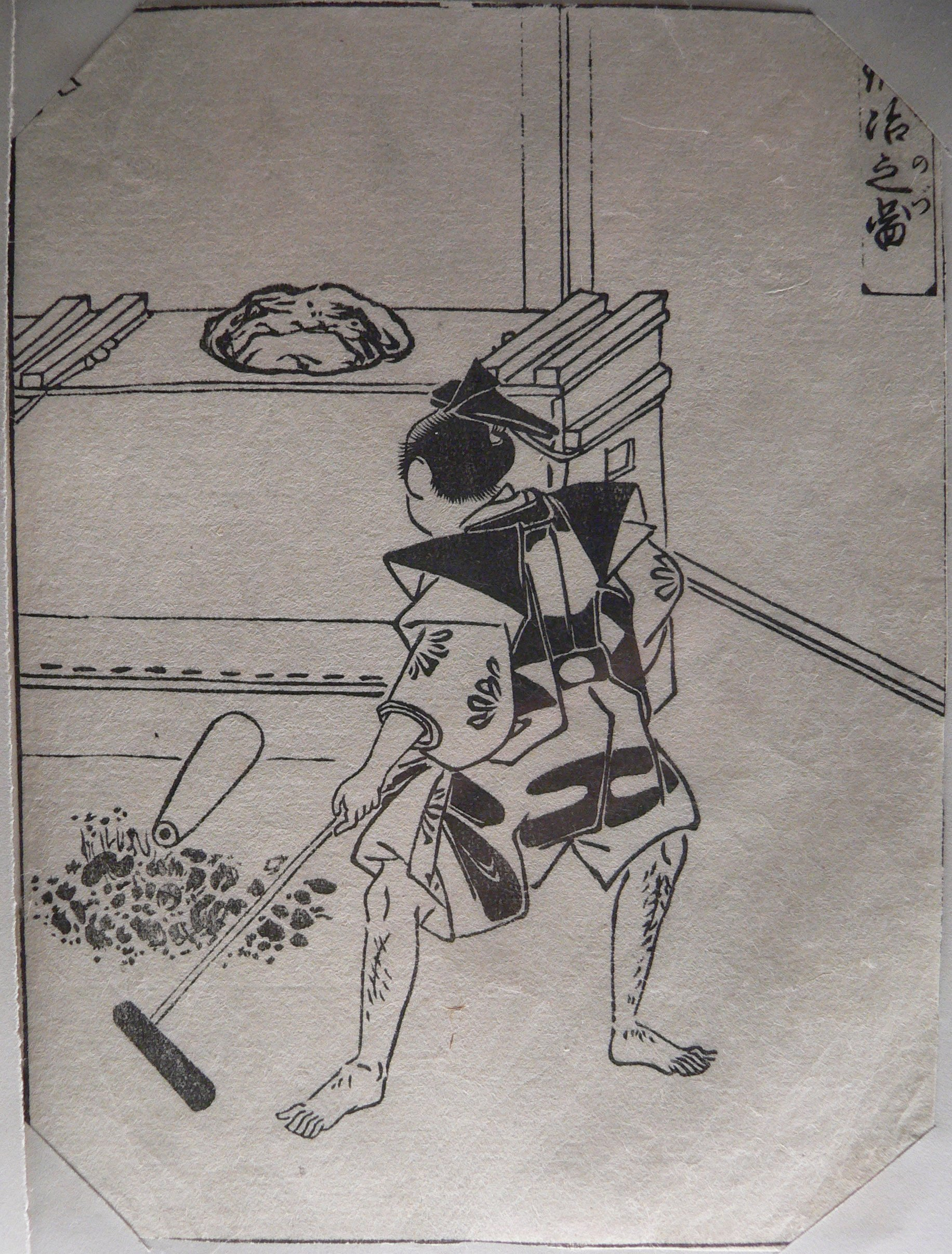
Піч
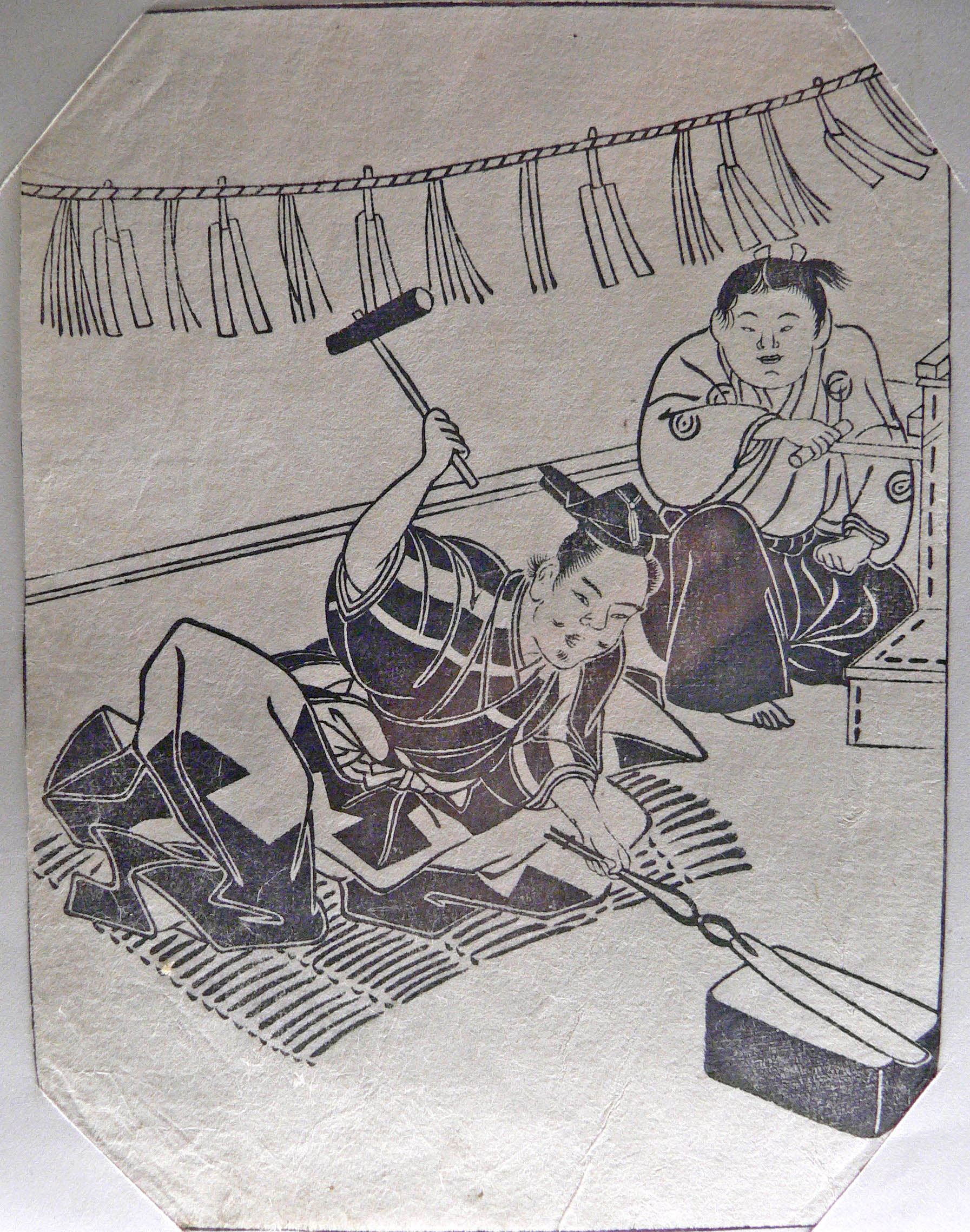
Коваль за роботою
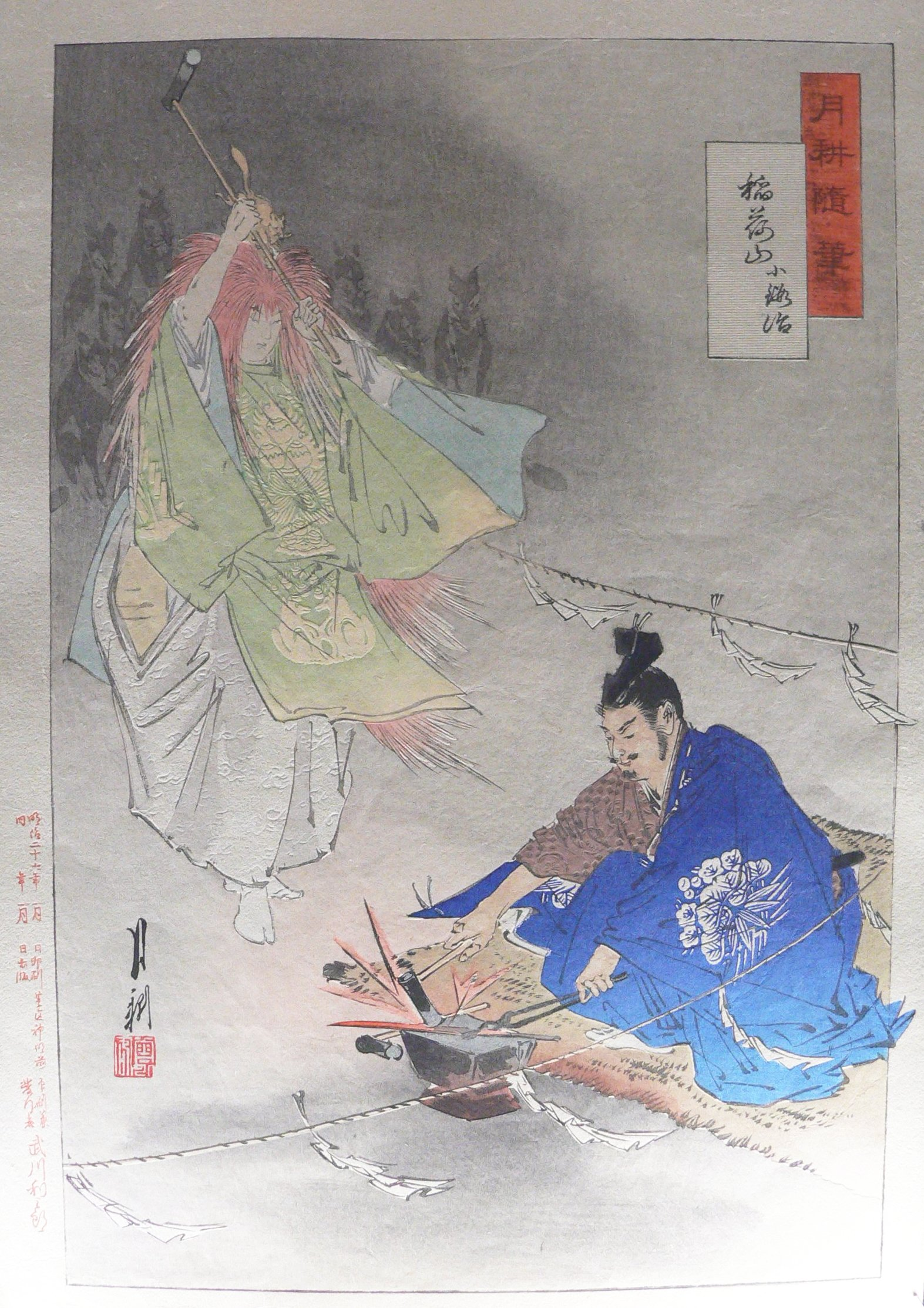
Коваль за роботою